# Cratere Yangel'
Yangelʹ è un cratere lunare di 7,87 km situato nella parte nord-orientale della faccia visibile della Luna.